# Josep Palomero
Josep Palomero i Almela (* 1953 in Borriana) ist ein spanischer Sprachwissenschaftler und Vizepräsident von der Valencianische Akademie der Sprache.

## Leben
1976 graduierte Palmero in spanischer Philologie an der Autonomen Universität Barcelona. 2016 promovierte er an der Universität Jaume I von Castelló mit einer Dissertation mit dem Titel Estudi biogràfic i literari d’Artur Perucho Badia. Comunicació i societat en la primera meitat del segle xx („Biographische und literarische Forschung über Artur Perucho Badía. Kommunikation und Gesellschaft während der ersten Hälfte des XX. Jahrhunderts“). Er war Sekundarschullehrer mit den Fächern Spanische Sprache und Literatur (1977–1985) und Valencianische Sprache und Literatur (1985–2013). Er ist Mitglied der Valencianischen Akademie der Sprache, der Gesellschaft von Schriftstellern katalanischer Sprache, der Internationalen Gesellschaft für katalanische Sprache und Literatur, des P.E.N., der Spanischen Gesellschaft von Autoren und Verlegern u. a.
Palomero hat seine Tätigkeit als Sekundarschullehrer, seine politische Karriere in seinem Dorf, seine Tätigkeiten in der Ausbildungsabteilung der Generalitat Valenciana (Valencianische regionale Regierung) und seine literarische Aktivität eng mit der Pflege des Katalanischen verbunden. Er hat viele literarische Auszeichnungen erhalten, z. B. den Jordi-de-Sant-Jordi-Preis (1980) und den Eduard-Escalante-Preis für Theater (2001) der Stadt Valencia, den Tirant-lo-Blanc-Preis (1982), den Preis der Kritik der valencianischen Schriftsteller (1994) und den Romanpreis der Stadt Alzira (1996).

## Werke

### Ausbildung

#### Lehrbücher
- Guia didàctica d’Ausiàs March i els altres poetes musicats per Raimon (1985). (katalanisch)
- D’Eduard Escalante a Rodolf Sirera. Perspectiva del teatre valencià modern (1995). (katalanisch)
- Bengales en la fosca. Antologia de la poesia valenciana del segle xx (1997). (katalanisch)
- Accent greu, Llibre de llengua de nivell superior (2000). (katalanisch)

#### Kinder- und Jugendliteratur
- El pardalet sabut i el rei descregut (1982). (katalanisch)
- La font d’en Galceran (1989). (katalanisch)
- Vuit contes i mig (1993). (katalanisch)
- La torre de la bruixa (2005). (katalanisch)

### Forschung

#### Linguistik
- Valenciano y castellano en la Comunidad Valenciana. (2005) III Congreso internacional de la Lengua Española: Identidad y Globalización 2007. Centro Virtual Cervantes.[1]